# Nordrange

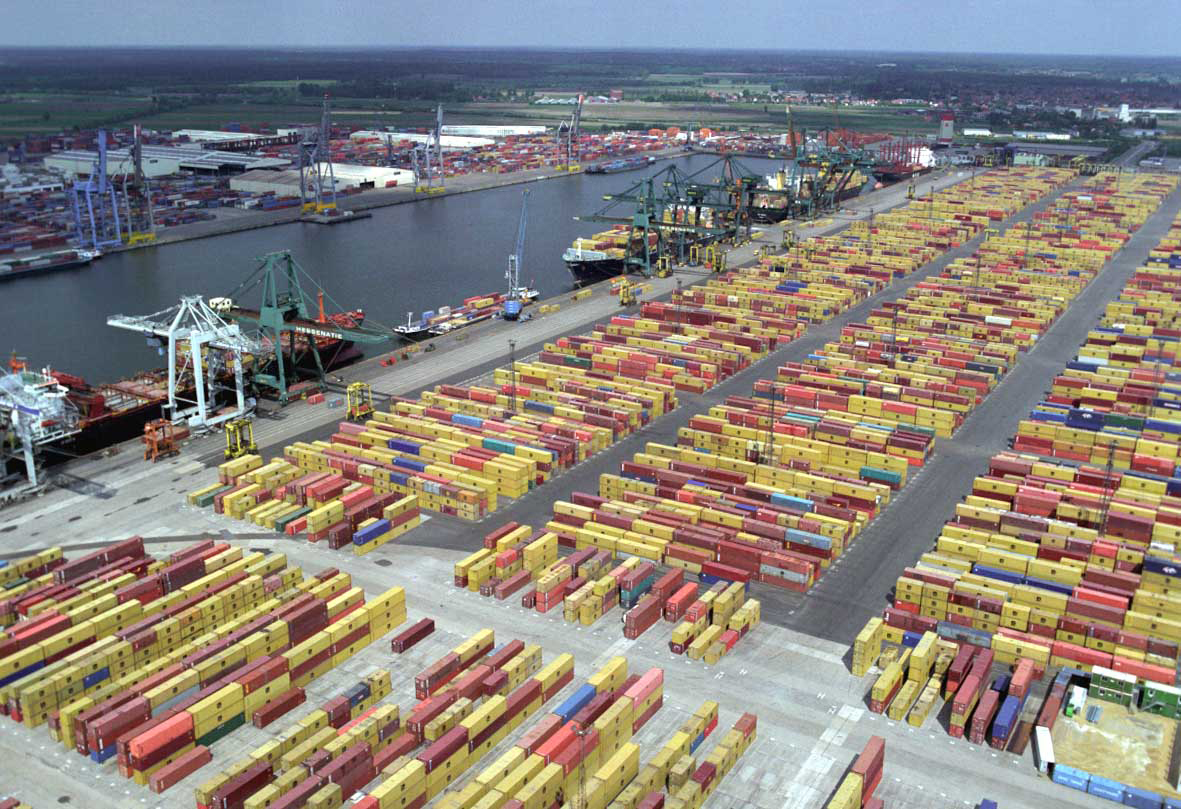
Antwerpen ist nach Rotterdam und vor Hamburg der zweitgrößte Hafen der Nordrange und Europas.

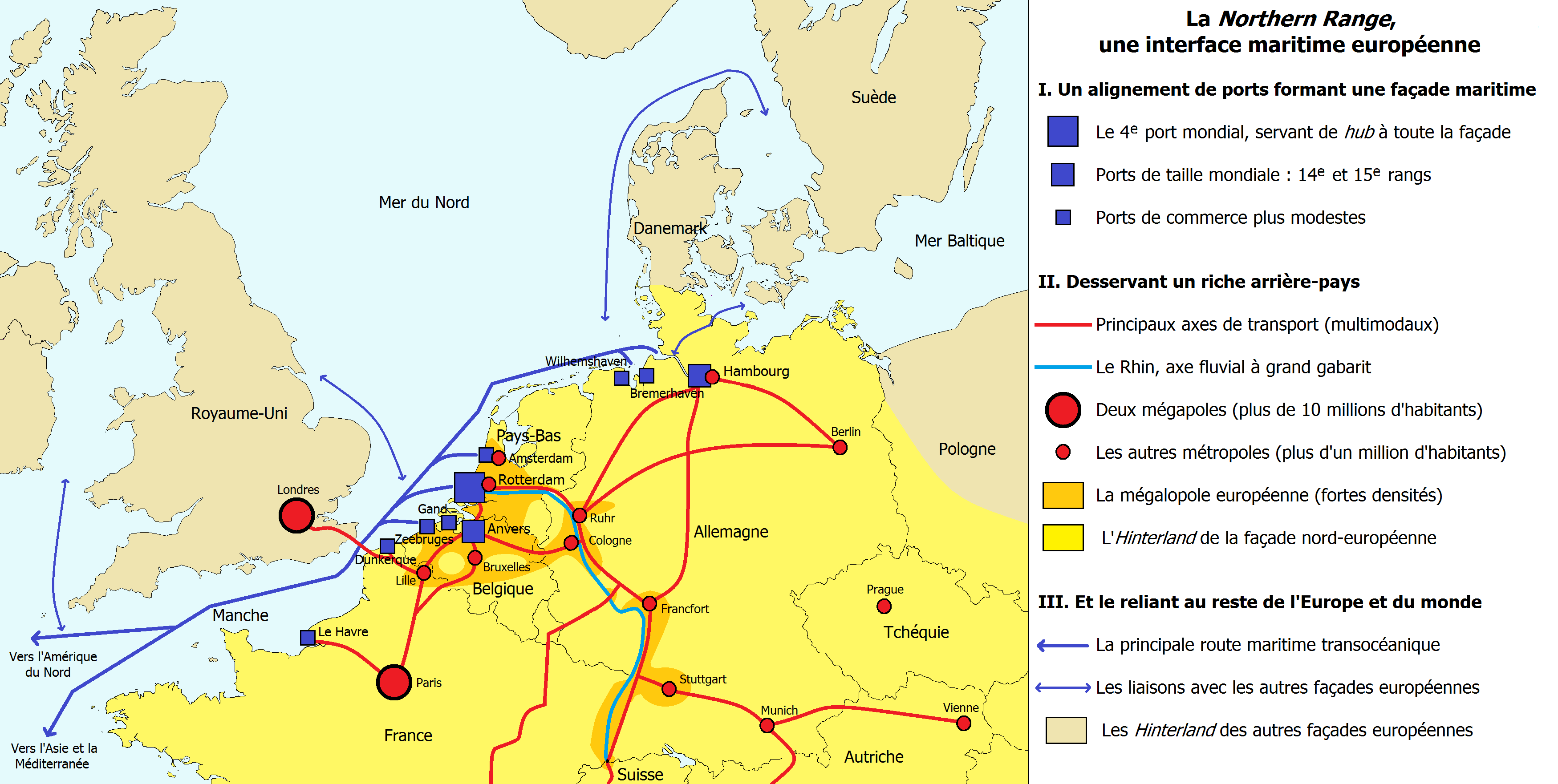
Nordrange

Nordrange ist eine Bezeichnung für die wichtigen kontinentaleuropäischen Häfen an der Nordsee. Über die Nordrange werden etwa 80 % des europäischen Im- und Exports abgewickelt.
Die genaue Zusammensetzung variiert je nach Definition von „wichtig“ und von „Nordsee“. Häfen, die immer zur Nordrange gezählt werden, sind die von Antwerpen, Rotterdam, Bremen/Bremerhaven und Hamburg.
Außerdem zur Nordrange gezählt werden können auch 
- Le Havre, Zeebrugge, Dünkirchen, Amsterdam, Wilhelmshaven
- Göteborg (Schweden)
- einige englische Nordseehäfen

Zum Beispiel hat im Zuge der Containerisierung Felixstowe an Bedeutung gewonnen.
Die Häfen versorgen das nordwestliche Europa mit Waren und Gütern aus Übersee; der Hamburger Hafen versorgt auch erhebliche Teile Mitteleuropas und Osteuropas.  
Alle haben Containerterminals. 
Einerseits stehen sie in starker Konkurrenz zueinander, da sie alle Universalhäfen sind und geographisch nah beieinander liegen, andererseits haben sie gewisse Kapazitätsgrenzen. 
Je nach Bestimmungsziel des Containers und anderen Restriktionen (z. B. fixe Ankunftstermine) kann es für den Transporteur eine Alternative sein, Container an einem Mittelmeerhafen oder z. B. am Hafen Odessa (Schwarzes Meer / Ukraine) auszuladen.

## Umschlagzahlen
Bei den Häfen der Nordrange gab es im Jahr 2016 folgende Container-Umschlagzahlen (in Millionen TEU):
- Rotterdam: 12,39
- Antwerpen: 10,04
- Hamburg: 8,91
- Bremen Ports: 5,49
- Le Havre: 2,52
- Zeebrugge: 1,40
- Wilhelmshaven: 0,48